# Phylica affinis
Phylica affinis är en brakvedsväxtart som beskrevs av Otto Wilhelm Sonder. Phylica affinis ingår i släktet Phylica och familjen brakvedsväxter. Inga underarter finns listade i Catalogue of Life.